# Brian Hanley
Brian P. Hanley, född ca 1957, är en amerikansk mikrobiolog och grundare av Butterfly Sciences. Han är känd för att experimentera på sig själv med genterapi för att försöka förbättra hälsan.

## Biografi
Tidigt i sin forskarkarriär var Hanleys studieområden bioförsvar och terrorism. Han bidrog med kapitel till två böcker om dessa ämnen: Hanley tog en doktorsexamen i mikrobiologi från University of California, Davis år 2009. Samma år grundade han Butterfly Sciences i Davis, Kalifornien för att utveckla en genterapi för att behandla HIV och AIDS med hjälp av en kombination av tillväxthormonfrisättande hormon och ett intracellulärt vaccin.
Efter att ha grundat Butterfly Sciences fortsatte Hanley att publicera vetenskaplig litteratur inom flera områden som undersökte ekonomiska ämnen som bankväsen, kryptovaluta och klimat.
Under covid-19-pandemin bidrog Hanley även, tillsammans med Steve Keen och George Church, till litteratur om folkhälsostrategier som svar på pandemin.

## Självexperimentering
Hanley kunde inte samla in pengar till sitt företag Butterfly Sciences och bestämde sig för att demonstrera konceptet genom att testa genterapi på sig själv. Hanley sa: ”Jag ville bevisa det, jag ville göra det själv och jag ville göra framsteg.” Han designade plasmiden som innehöll en gen som kodar för tillväxthormonfrisättande hormon och lät ett vetenskapligt leveransföretag tillverka den för cirka 10 000 dollar. Den totala utvecklingskostnaden var dock över 500 000 dollar.
Han sa att han hade kommunicerat med U.S. Food and Drug Administration (FDA) innan han påbörjade experimentera på sig själv, och att FDA hade sagt till honom att han behövde ansöka om en IND, men Hanley höll inte med om att han behövde FDA-godkännande och fortsatte utan det. Hanley var senare medförfattare till en artikel från 2019, tillsammans med George Church, om självexperiment, etik och juridik, vilket bekräftar hans ståndpunkt angående behovet av en IND.
En läkare assisterade vid administreringen av plasmiden till Hanleys lår med hjälp av elektroporering. Plasmiderna administrerades två gånger: en gång sommaren 2015 och en andra större dos i juli 2016.
Hanley hävdar att behandlingen har hjälpt honom.
En forskare vid George Churchs laboratorium vid Harvard University observerade experimentet och Hanleys blod studerades sedan. De vetenskapliga resultaten publicerades i december 2021, i samarbete med George Church.

## Transgenderforskning
Hanley publicerade en artikel 2011 som gav en biologisk förklaring till könsidentitet och homosexualitet.

## Utvalda publikationer
- Keen, Steve; Lenton, Timothy M.; Garrett, Timothy J.; Rae, James W. B.; Hanley, Brian P.; Grasselli, Matheus (2022). ”Estimates of economic and environmental damages from tipping points cannot be reconciled with the scientific literature”. Proceedings of the National Academy of Sciences 119 (21):  sid. e2117308119. doi:10.1073/pnas.2117308119.
- Hanley, Brian P. (2021). ”Is Modern Monetary Theory's prescription to spend without reference to tax receipts an invitation to tyranny?”. Acta Oeconomica 71 (3):  sid. 431–450. doi:10.1556/032.2021.00021.
- Hanley, Brian P.; Keen, Steve; Church, George (2020). ”A Call for a Three-Tiered Pandemic Public Health Strategy in Context of SARS-CoV-2”. Rejuvenation Research 23 (4):  sid. 281–283. doi:10.1089/rej.2020.2363.
- Hanley, Brian P.; Bains, William; Church, George (2019). ”Review of Scientific Self-Experimentation: Ethics History, Regulation, Scenarios, and Views Among Ethics Committees and Prominent Scientists”. Rejuvenation Research 22 (1):  sid. 31–42. doi:10.1089/rej.2018.2059.
- Brian P Hanley (2014) Radiation – Exposure and its treatment: A modern handbook ASIN B00D7KLQYY
- Hanley, Brian P. (15 december 2011). ”Dual-gender macro-chimeric tissue discordance is predicted to be a significant cause of human homosexuality and transgenderism”. Hypotheses in the Life Sciences 1 (3):  sid. 63–70.
- Hanley, Brian P.; Borup, Birthe (2010). ”Aerosol influenza transmission risk contours: A study of humid tropics versus winter temperate zone”. Virology Journal 7:  sid. 98. doi:10.1186/1743-422X-7-98.